# Carex phaeodon
Carex phaeodon är en halvgräsart som beskrevs av Tetsuo Michael Koyama. Carex phaeodon ingår i släktet starrar, och familjen halvgräs. Inga underarter finns listade i Catalogue of Life.